# Big Bullet
Pour plus de détails, voir Fiche technique et Distribution.
Big Bullet (衝鋒隊怒火街頭, Chung fung dui: No foh gai tau) est un film hongkongais réalisé par Benny Chan, sorti le 25 juillet 1996.

## Synopsis
Renvoyé de sa brigade pour insubordination, le sergent Bill, un policier casse-cou et "fort-en-gueule", se fait transférer dans une petite unité de surveillance. Obligé de revêtir l'uniforme, entouré de collègues courageux bien qu'inefficaces, il pense avoir fait une croix sur son passé de flic exemplaire. Mais un gang de braqueurs psychopathes, semant la terreur dans Hong Kong, le fera changer d'avis…

## Fiche technique
- Titre : Big Bullet
- Titre original : 衝鋒隊怒火街頭 (Chung fung dui: No foh gai tau)
- Réalisation : Benny Chan
- Scénario : Benny Chan, Chan Suk-yin et Joe Ma
- Production : Benny Chan
- Musique : Kam Pui-tat
- Photographie : Arthur Wong
- Montage : Cheung Ka-fai et Peter Cheung
- Pays d'origine : Hong Kong
- Format : Couleurs - 2,20:1 - Dolby Surround - 35 mm
- Genre : Action, policier et thriller
- Durée : 98 minutes
- Date de sortie : 25 juillet 1996 (Hong Kong)

## Distribution
- Lau Ching-wan : Bill Zhu
- Jordan Chan : Jeff
- Cheung Tat-ming : Matt
- Bruce Fontaine : Inspecteur
- Michael Ian Lambert : Officier britannique
- Theresa Lee : Apple
- Francis Ng : Yang
- Anthony Wong : Bird
- Yu Rongguang : Professeur
- Wong Dayo

## Distinctions
- Prix du meilleur montage, lors du Golden Horse Film Festival 1996.
- Prix du meilleur montage et nomination au prix des meilleures chorégraphies (Ma Yuk-Sing), meilleur acteur (Lau Ching-Wan), meilleure photographie, meilleur réalisateur, meilleure musique, meilleur film, meilleur second rôle masculin (Jordan Chan) et meilleur second rôle féminin (Theresa Lee), lors des Hong Kong Film Awards 1997.